# Jan Romeo Pawłowski
Jan Romeo Pawłowski (n. Biskupiec, Polonia, 23 de noviembre de 1960) es un obispo católico, diplomático, teólogo y canonista polaco.

## Inicios y formación
Nacido en la localidad rural polaca de Biskupiec, el día 23 de noviembre de 1960.
Proviene de una familia de tradición católica. Sus padres son Stanisław y Magdaleny. Es el mayor de cuatro hermanos.
Realizó sus estudios primarios y secundarios en la ciudad de Toruń y en 1979, al descubrir su vocación religiosa, ingresó en el Seminario de Gniezno. Se graduó en Teología por la antigua Pontificia Facultad Teológica de Poznań.
El día 1 de junio de 1985 fue ordenado sacerdote en la Catedral de Gniezno, por el Cardenal "Monseñor" Józef Glemp(†).

## Sacerdocio
Tras su ordenación sacerdotal en 1985, pasó a ser vicario en la Iglesia Parroquial San Martín y San Nicolás de Bydgoszcz.
Al mismo tiempo fue secretario personal del obispo auxiliar monseñor Jan Wiktor Nowak.
A partir de 1987 se trasladó a Italia y allí estudió en la Pontificia Universidad Gregoriana de Roma, donde obtuvo un Doctorado en Derecho Canónico y también estudió Diplomacia en la Academia Pontificia Eclesiástica.
Al terminar su formación superior, el 1 de julio de 1991 pasó a formar parte del Servicio Diplomático de la Santa Sede y rápidamente comenzó a ejercer de Secretario de las Nunciaturas Apostólicas en República del Congo, República Centroafricana y Chad.
En 1994 pasó a ser Secretario de la Nunciatura en Tailandia, en 1997 fue Consejero de la Nunciatura en Brasil y en 1999 en la de Francia.
A finales del 2002 entró a trabajar en la Sección para las Relaciones con los Estados de la Secretaría de Estado de la Santa Sede o también conocida como la Segunda Sección y además el 24 de febrero de 2004 fue asignado allí en Polonia, a la Diócesis de Bydgoszcz.
Cabe destacar que durante estos años, en 1993 recibió la condecoración honorífica de Capellán de Su Santidad y en 2005 la de Prelado de Honor de Su Santidad.

## Carrera episcopal
Ya el día 18 de marzo de 2009 ascendió al episcopado, cuando Su Santidad el Papa Benedicto XVI, le nombró como Arzobispo Titular de la recién creada Sede de Sejny y como Nuncio Apostólico en la República del Congo y Gabón.
Además de su escudo, eligió como lema, la frase: "Oportet Christum crescere" (en latín).
Recibió la consagración episcopal el 30 de abril de ese mismo año, a manos del entonces Secretario de Estado y Cardenal Camarlengo "Monseñor" Tarcisio Bertone S.D.B., actuando como consagrante principal.
Y como co-consagrantes tuvo al entonces Nuncio Apostólico en Brasil "Monseñor" Alfio Rapisarda; y al Obispo de la Diócesis de Bydgoszcz (a la cual pertenece) "Monseñor" Jan Tyrawa.
El día 7 de diciembre de 2015 fue nombrado por el Papa Francisco, como nuevo Delegado para la Representación Pontificia, cargo posteriormente denominado Secretario para las Representaciones Pontificias y que ejerció hasta el 10 de septiembre de 2022.
El 1 de diciembre de 2022 fue nombrado nuncio apostólico en Grecia.